# Torre Schindler

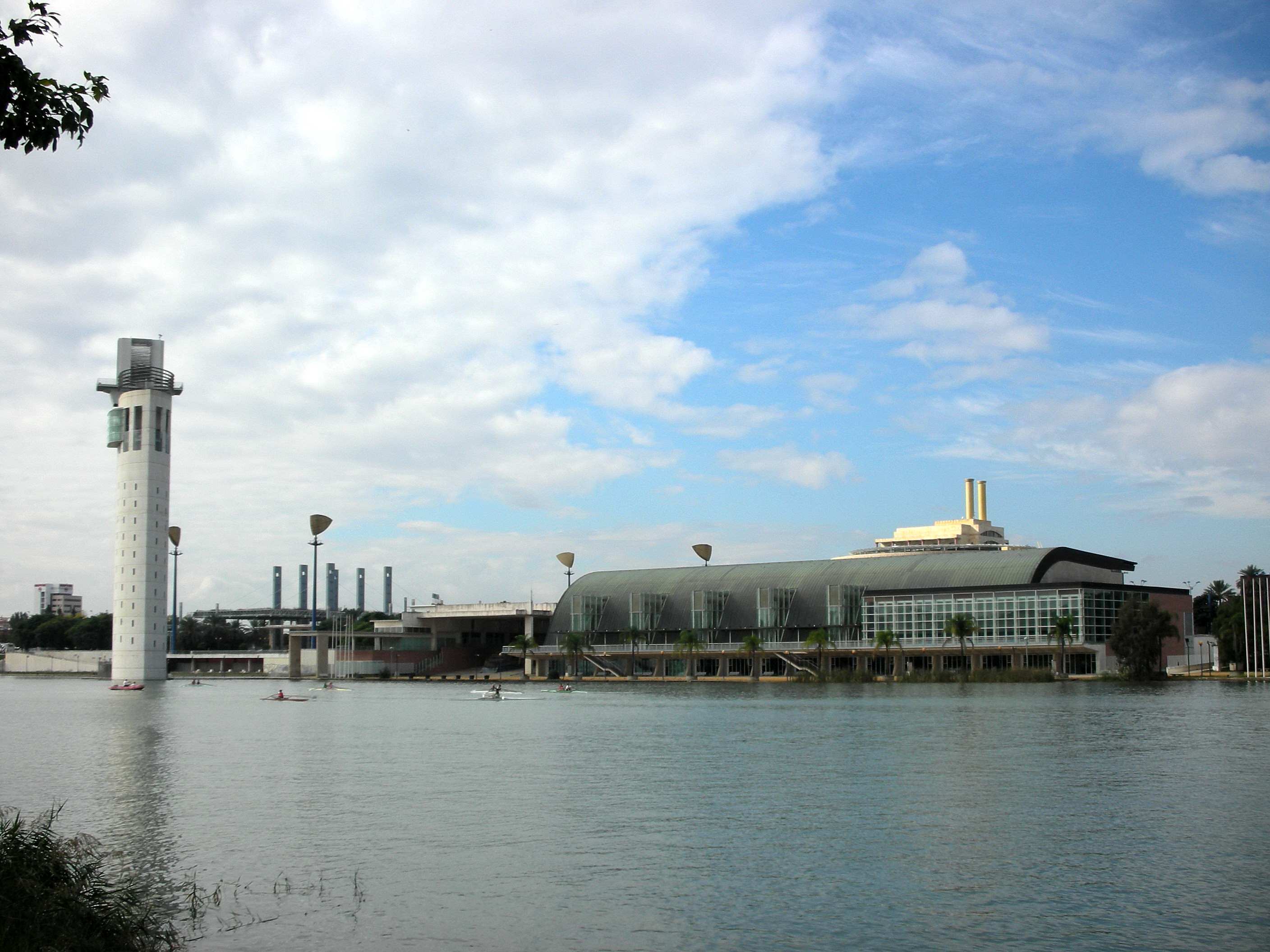
Torre Schindler vor dem Pabellón de la Navegación

Der Torre Schindler ist ein Aussichtsturm und Ausstellungszentrum im Stadtteil Isla de la Cartuja in der spanischen Stadt Sevilla in der Autonomen Region Andalusien.

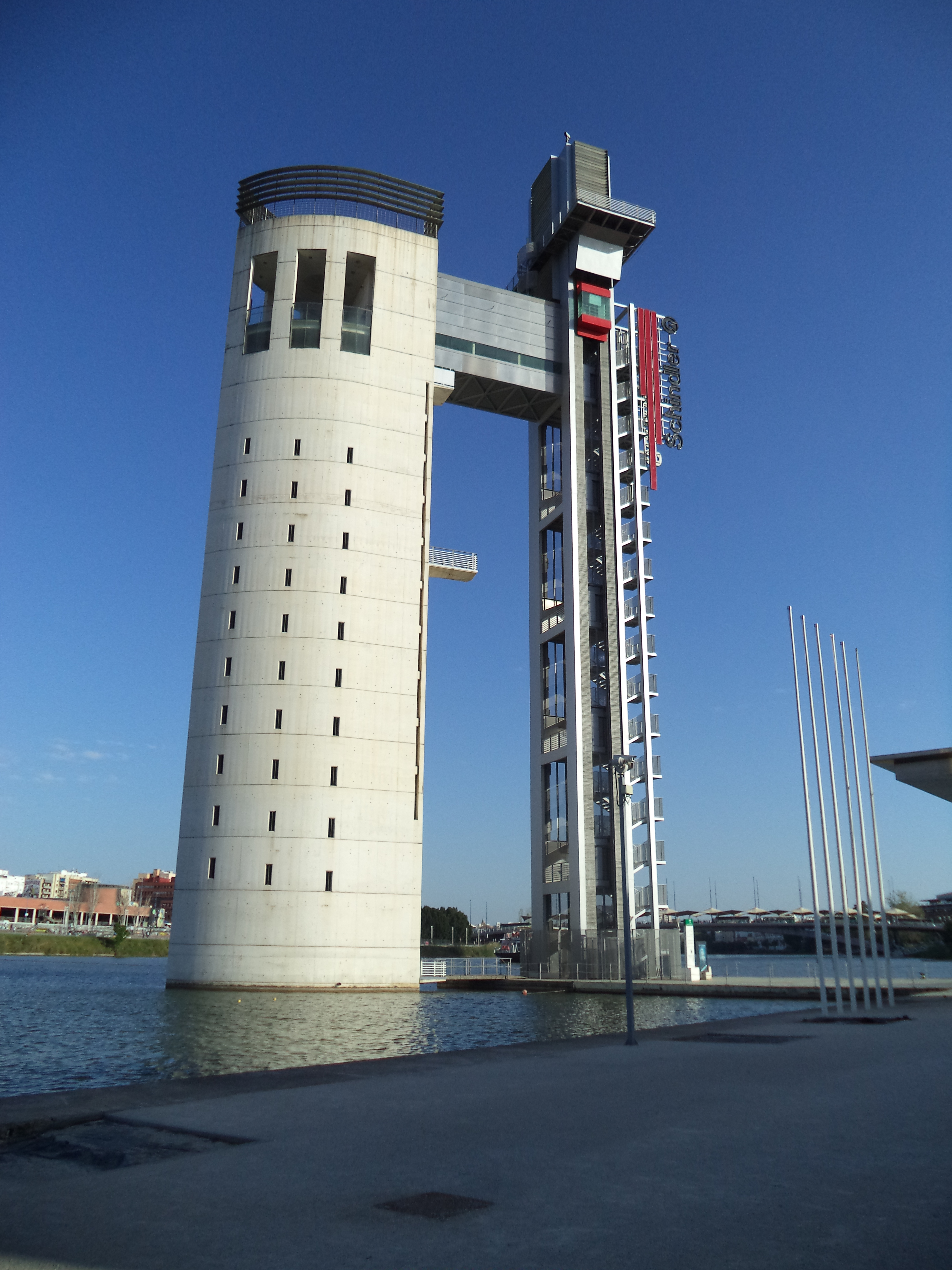
Seitenansicht mit Plattformaufzug

Der Turm wurde nach dem Entwurf des Architekten Guillermo Vázquez Consuegra im Rahmen der Weltausstellung von Sevilla 1992 über einem schiffsförmigen Grundriss errichtet. Er hat eine Höhe von 65 Metern. Sein Name ist dem Schweizer Aufzughersteller Schindler gewidmet, die moderne Aufzugtechnik in diesem Turm präsentierten. Der Aufzug zur Aussichtsplattform erreicht den höchsten Punkt innerhalb von 24 Sekunden über 18 Etagen. Insgesamt sind zwei Aufzüge installiert.
Während der Expo 92 war der Turm Bestandteil des Pabellón de la Navegación, wo wissenschaftliche Expeditionen, Entdeckungen und Entwicklungen der Marinetechnik ausgestellt waren. Nach einer Generalüberholung 2012 ist er im Zusammenhang mit dem Museum im Pabellón de la Navegación wieder zugänglich. Aus dem Erbe der Expo 92 ist jede Etage des Turms einer bestimmten historischen Periode der Stadtgeschichte als Show gewidmet, die unter dem Motto: Exposición „Una vuelta a la Historia de Sevilla“ gezeigt wird.